# Raleigh (Carolina del Nord)
Raleigh (pron. [ˈrɑːli]) è la capitale dello Stato della Carolina del Nord e capoluogo della contea di Wake.

## Storia
Raleigh è la seconda città più grande della Carolina del Nord, dopo Charlotte. Raleigh è conosciuta come la "città delle querce" a causa dei suoi numerosi alberi di quercia, che costeggiano le strade nel cuore della città. Tra le città in rapida crescita del paese, prende il nome da Sir Walter Raleigh, che fondò la perduta colonia di Roanoke nell'odierna contea di Dare.

## Geografia fisica
Situata a 35°49′08″N 78°38′41″W (35.818889, -78.644722), secondo lo United States Census Bureau, ha un'area totale di 144,8 mi² (375,03 km²).

## Infrastrutture e trasporti
La città è servita dall'Aeroporto Internazionale di Raleigh-Durham.

## Società

### Evoluzione demografica
Secondo il censimento del 2010, la popolazione era di 403 892 abitanti.
Gli ultimi dati disponibili del 2018 parlano di 469 298 persone.

### Etnie e minoranze straniere
Secondo il censimento del 2010, la composizione etnica della città era formata dal 57,5% di bianchi, il 29,3% di afroamericani, lo 0,5% di nativi americani, il 4,3% di asiatici, lo 0,0% di oceaniani, il 5,7% di altre minoranze, e il 2,6% di due o più etnie. Ispanici o latinos di qualunque etnia erano l'11,4% della popolazione.

## Cultura

### Istruzione

#### Università
È sede della North Carolina State University e SKEMA Business School.

#### Musei
- Museo d'arte della Carolina del Nord

## Economia
Raleigh ospita industrie dei settori elettrico, medico, elettronico, delle telecomunicazioni, alimentari, dell'abbigliamento, della carta e farmaceutiche. Raleigh è una parte del North Carolina's Research Triangle, un distretto di ricerca e del settore tessile. La città ospita importanti centri commerciali che servono l'est della Carolina del Nord.
Le seguenti compagnie hanno sede od operano a Raleigh:
- NetApp
- Verizon Business (ex MCI)
- Siemens Power Transportation & Distribution
- Progress Energy
- Red Hat
- IBM
- ABB
- First Citizens Bank
- Golden Corral
- RBC Centura
- Epic Games
- Lenovo
- Cisco
- Carquest
- Nortel Networks

## Amministrazione

### Gemellaggi
- Xiangyang
- Compiègne
- Kingston upon Hull
- Rostock
- Nairobi

## Sport
Raleigh è rappresentata nella principale lega maschile statunitense di Hockey su ghiaccio, e nella principale lega femminile statunitense di calcio:
- Carolina Hurricanes (NHL) - hockey su ghiaccio, giocano alla PNC Arena
- North Carolina Courage (NWSL) - calcio femminile, giocano al Sahlen's Stadium, lo stadio principale del complesso WakeMed Soccer Park a Cary